# Adolf Greverade (Ratsherr)

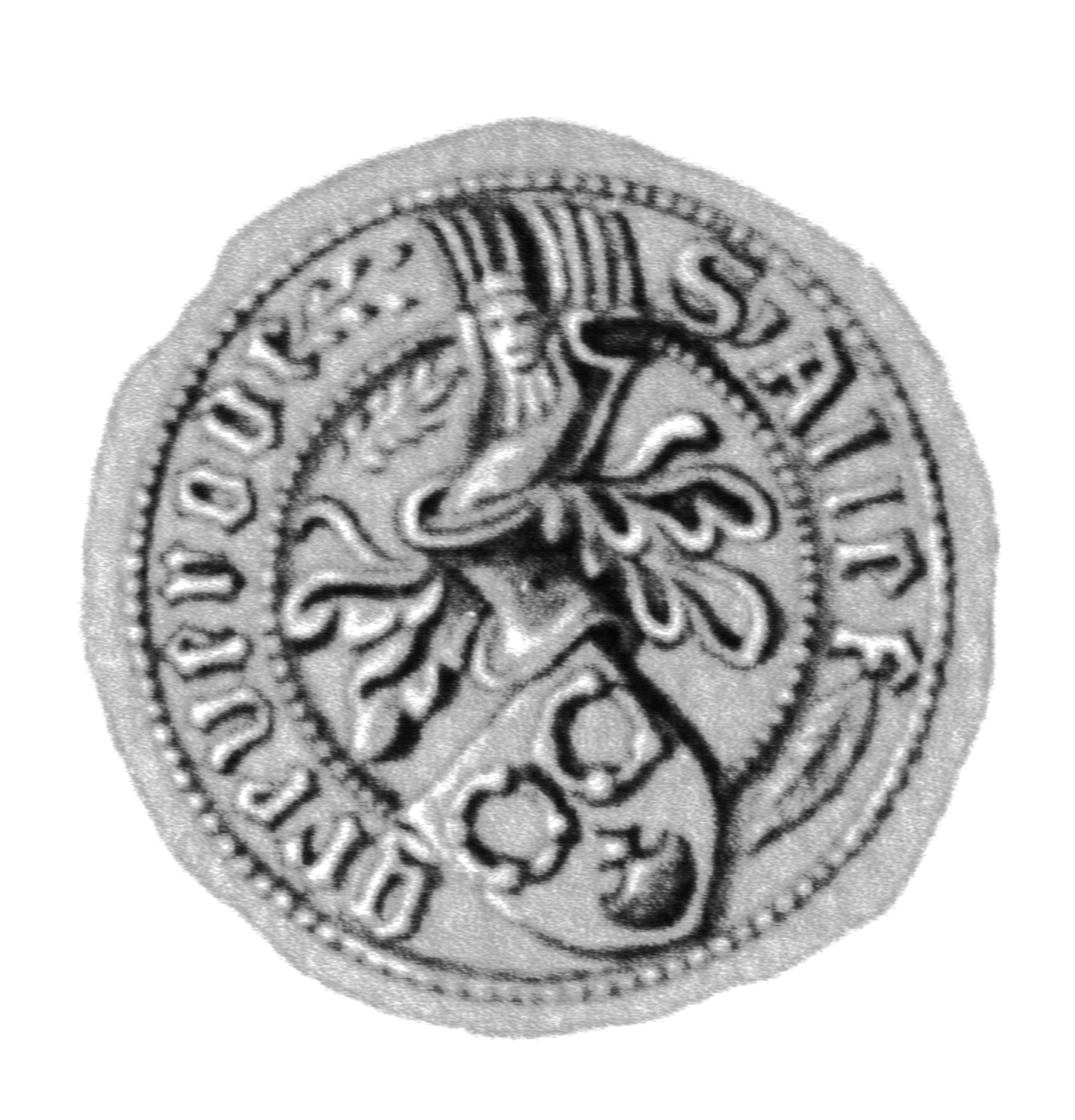
Siegel des Ratsherrn Adolf Greverade (um 1456)

Adolf Greverade, auch Alf Greverade († Pfingsten 1481 in Lübeck), war Kaufmann und Ratsherr der Hansestadt Lübeck.

## Leben
Adolf Greverade wurde 1455 in den Lübecker Rat erwählt. In der Zeit von 1440 bis 1449 wird er in Lübecker Testamenten mehrfach als Vormund benannt. Schon 1441 war er Besitzer eines Hauses in der Fischergrube.
Er war in unbeerbter Ehe verheiratet und bewohnte ein Haus mit der heutigen Hausnummer Königstraße 58. Sein gleichnamiger Neffe, der spätere Pfarrer und Humanist Adolf Greverade, wurde sein Nachlassverwalter.